# Blanka Brůnová

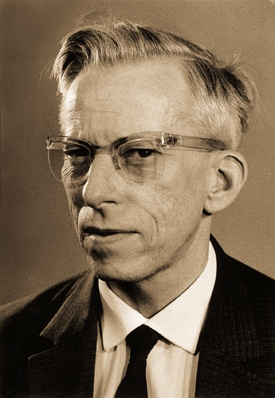
Otto Wichterle

Blanka Brůnová (14. března 1931 Litomyšl – 5. listopadu 2024) byla významná česká oční lékařka (oftalmoložka), vědecká pracovnice (spolupracovnice akademika profesora Otto Wichterleho), vysokoškolská pedagožka a autorka odborných publikací z medicínského oboru – oftalmologie.

## Život

### Rodinný původ
Blanka Brůnová se narodila 14. března 1931 v Litomyšli v místní nemocnici (tam také, po úspěšném skončení svého lékařského studia, dostala první pracovní umístěnku). Jejím otcem byl Jan Brůna (1894–1954). Ten pocházel z Osíku u Litomyšle a po absolvování gymnázia se hodlal stát farářem, ale jeho osud změnila první světová válka. Narukoval do rakousko-uherské armády, byl nasazen na východní frontě, padl do zajetí a vstoupil do československých legií na Rusi. S legionáři prožil jejich transsibiřskou odyseu, v roce 1921 se s nimi z Ruska vrátil do Československa a stal se učitelem v Českých Heřmanicích. Její matkou byla Anna Aloisie Brůnová (rozená Miškovská; 1903–1990). Matka Aloisie pocházela z Mladoboleslavska ze zámožné statkářské rodiny a byla římskokatolického vyznání. Blanka nebyla jedináček, měla o dva roky starší sestru Věru Brůnovou (* 1929).

### Protektorát
V roce 1937 se rodina přestěhovala z Českých Heřmanic do Chrudimi a nechali si zde postavit dům. V Chrudimi je též zastihl 15. březen 1939 a německá okupace Čech, Moravy a Slezska. Otec rodiny – Jan Brůna – byl v roce 1939 (ve věku 44 let) penzionován, neboť protektorátním úředníkům vadila zjevně jeho legionářská minulost. Musel opustit učitelské místo na měšťanské škole, byla mu vyměřena velmi nízká penze a až do konce druhé světové války měl zákaz vykonávat učitelské povolání. (Živil se tím, že učil němčinu v kurzech určených pro různí skupiny zaměstnanců.) Během protektorátu pomáhala matka, původem ze selského rodu, na okolních statcích na polích a za tuto výpomoc dostávala naturální výslužku (mléko, vejce, zeleninu). Krom toho byla (jakožto žena nepečující o malé děti) ze zákona povinna pracovat. Byla tedy zaměstnána v chrudimské továrně na čepice, kde šila podšívky. Práci si mohla nosit i domů, kde ji Blanka mohla s šitím pomáhat). Za protektorátu navštěvovala Blanka gymnázium v Chrudimi, kde byly některé předměty (zeměpis, matematika) vyučovány v němčině. Otec Jan Brůna se během své legionářské minulosti naučil dobře rusky, složil z ruštiny i učitelské zkoušky (byl oprávněn i k překladům) a tak celou svoji rodinu (ve chvílích volna) v tomto jazyce vzdělával.

### Po druhé světové válce, vysokoškolské studium
Právě znalost ruštiny se mu Blančinu otci zúročila v květnu 1945, kdy jej využíval (coby německo–ruského tlumočníka) vojenský štáb Rudé armády. Středoškolská gymnazijní studia zakončila Blanka Brůnová v roce 1950 maturitou s vyznamenáním a plánovala pokračovat ve studiu medicíny v Hradci Králové, kde úspěšně složila přijímací zkoušky. Lékařská fakulta si prověřovala své budoucí studenty na brigádách. Ty trvaly minimálně jeden měsíc a přijatí středoškoláci byli vedoucími (uvědomělými stranickými funkcionáři z fakulty) pozorováni a testováni, zda jsou ke studiu vhodní i na základě svých „pevných ideových socialistických postojů“. Blanka byla během této dělnické brigády přidělena k podbíjení pražců na dole Ležáky v Mostě. Plnila plán na 150 procent, vydělala si 20 tisíc korun (její otec tou dobou vydělával na konci své učitelské kariéry ve škole 2 700 korun měsíčně) a navíc získala pro rodinu deputátní příděl uhlí, který Brůnovým stačil na celý rok. I když Blančino brigádničení bylo úspěšné, na vysněnou medicínu v Hradci Králové nebyla (z důvodů „nízké pracovní morálky na uhelné brigádě“ a též pro nevhodný kádrový profil, jenž nebyl zárukou toho, že se stane „dobrou socialistickou doktorkou“.) napoprvé přijata, ale nakonec se po odvolání (adresované přímo na Ministerstvo školství) dostala na lékařskou fakultu v Olomouci, kterou úspěšně dokončila v roce 1956. Pracovní umístěnka ji zavedla na plicní oddělení v litomyšlské nemocnici, ale Blanka s chtěla věnovat kardiologii. Krajští funkcionáři ji nakonec „nasměrovali“ na oční oddělení v Litomyšli. Později sice mohla přejít na kardiologii, ale v průběhu let si oftalmologii oblíbila a nakonec se zařadila na přední místo v tomto oboru.[zdroj?]

### Kontaktní čočky

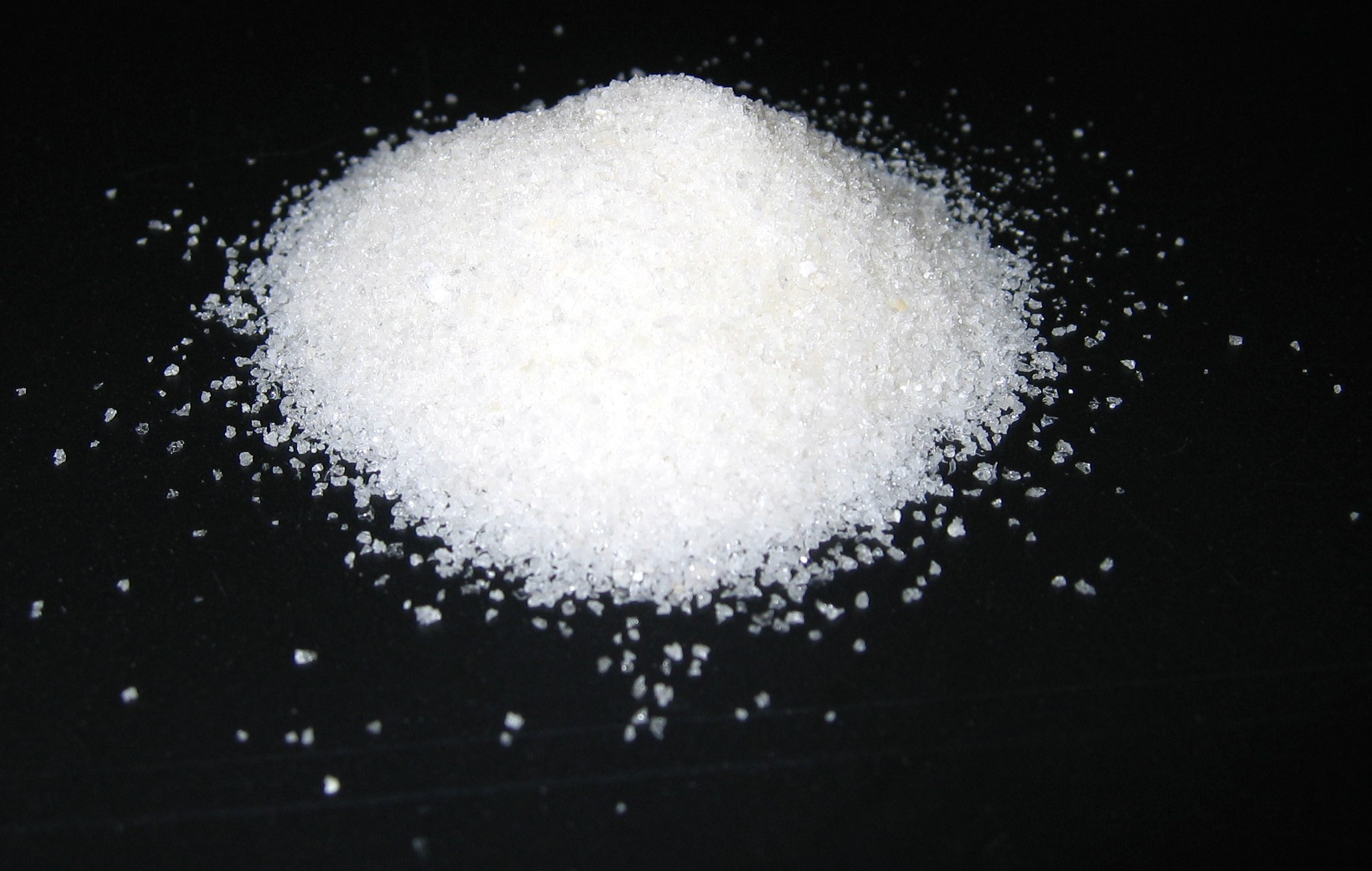
Superabsorbentní prášek

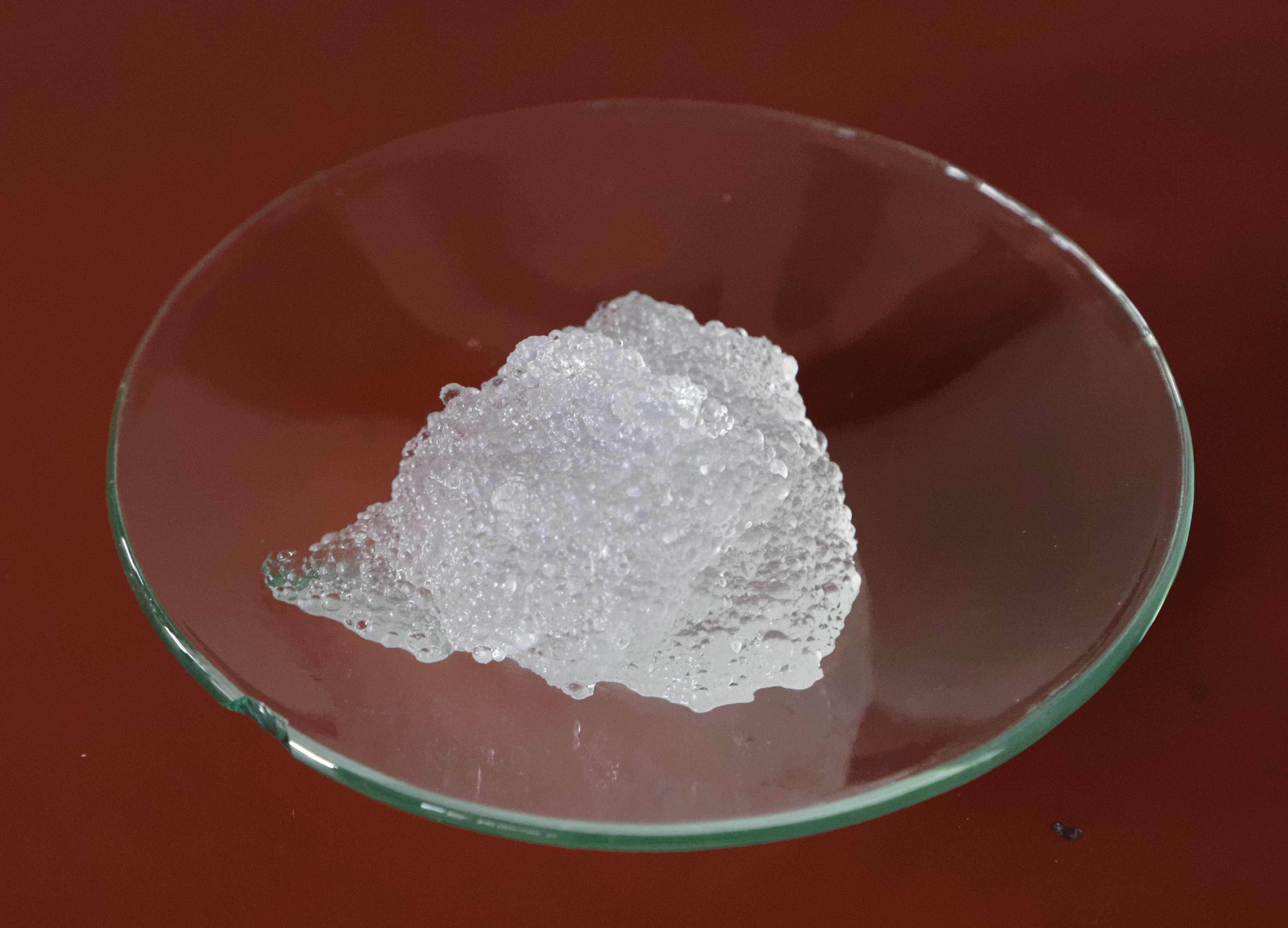
Hydrogel – superabsorpční polymer (SAP) – plastická hmota schopná pojmout mnohonásobek své vlastní hmotnosti v kapalinách typu voda či vodný roztok. Po absorpci takové polární kapaliny superabsorber nabobtná a vytvoří se hydrogel s tím, že součet objemu kapaliny a objemu suchého superabsorberu zůstává stejný. (Foto vodou nasáklého hydrogelu)

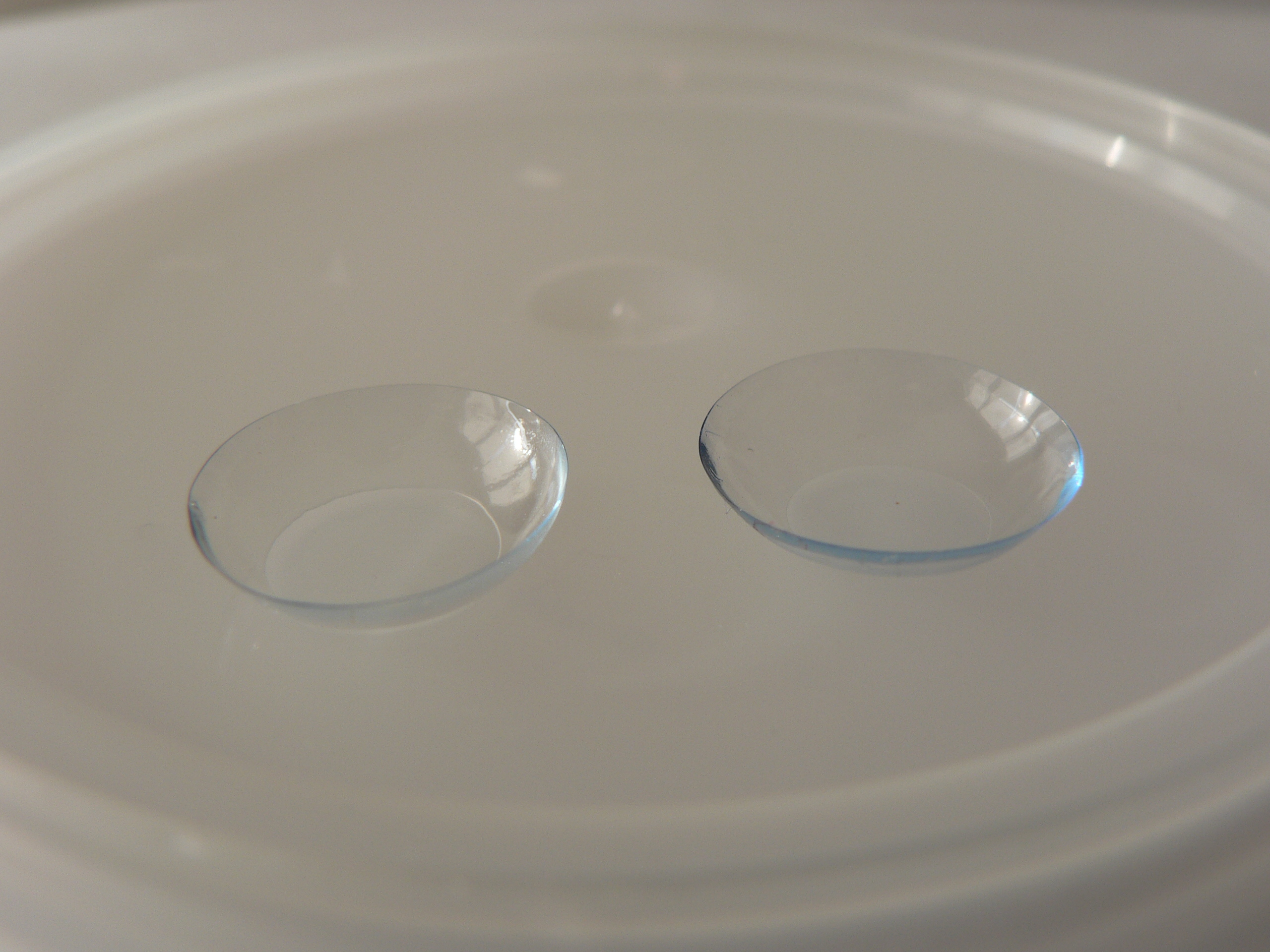
Pár kontaktních čoček umístěných konkávní stranou směrem nahoru

V roce 1960 se (z osobních důvodů) Blanka ucházela o místo na II. oční klinice v Praze na Karlově náměstí, kam byla přijata. (V té době také suplovala výuku očního lékařství na tehdejší Fakultě dětského lékařství Univerzity Karlovy). Přednosta II. oční kliniky v Praze profesor Jaromír Kurz (1895–1965) spolupracoval na vývoji kontaktních čoček s vědci z Vysoké školy chemicko-technologické v Praze: akademikem Otto Wichterlem a jeho asistentem dr. Drahoslavem Límem. Spolupráce probíhající na II. oční klinice profesora J. Kurze v Praze spočívala v testování rohovkových kontaktních čoček vyvinutých právě zmiňovanými muži. Jednalo se o velice pružné čočky zhotovené z hydrokoloidní (hydrofilní) hmoty (přijímaly vodu). Tyto čočky měly velice vhodné vlastnosti: propouštěly slzy, nedráždily lidské oko a byly velice lehké (typicky 0,025 g/kus). Jejich vývoj ještě nebyl dokončen, bylo potřeba odstranit některé menší problémy a po doladění těchto detailů by se jednalo o unikátní a převratné řešení v celosvětovém měřítku. Převratná novinka (dříve používané kontaktní čočky se vyráběly ze skla) s „vysokým aplikačním potenciálem“ nadchla Blanku Brůnovou zvláště poté, co slyšela Wichterleho a Límovu odbornou přednášku.
S profesorem Ottou Wichterlem se Blanka Brůnová setkala na začátku 60. let 20. století a jeho výzkum v oblasti kontaktních čoček ji nejen zaujal, ale postupem doby se stala i jeho spolupracovnicí. Brůnová byla (v roce 1965) spoluzakladatelkou prvního Střediska aplikace kontaktních čoček v Mostecké ulici v Praze na Malé Straně. Na tomto pracovišti vedla přesné záznamy o parametrech rohovek svých pacientů a takto sebraná data pak předávala profesoru Wichterlemu s cílem zdokonalit vyráběné kontaktní čočky tak, aby vyhovovaly co nejširšímu spektru pacientů.
Problematika praktické aplikace kontaktních čoček se posléze stala velkým tématem její odborné práce. A byla to právě B. Brůnová, kdo zakládal první aplikační centra v různých městech republiky. Tato centra se zabývala zaváděním kontaktních čoček do lékařské praxe. Zároveň se v nich dlouhodobě shromažďovala potřebná (i statistická) data (což byl jeden z klíčových přínosů Blanky Brůnové při vývoji hydrofilních kontaktních čoček.) Blanka Brůnová je považována za spoluzakladatelku Kontaktologické společnosti u jejíhož zrodu stála. Pravidelně se účastnila veletrhů OPTA a také navštěvovala pravidelně všechny kongresy pořádané Kontaktologickou společností. Blanka Brůnová také vedla oftalmologické kurzy v zahraničí (Německo, Polsko, Italie, Španělsko, Kuba, Sovětský svaz), kde se lékaři učili pravidla aplikace československých měkkých kontaktních čoček.

### Lékařka a vědkyně
Kromě klinické praxe se Blanka Brůnová zabývala převážně oční (mikro)chirurgií vrozených vad a dále pak dětskou oftalmologií. Jejím hlavní doménou byla tedy dětská oftalmologie, kde se soustředila na strabologii, vrozené vývojové vady oka, dětské glaukomy a dále se pak věnovala problematice refrakčních vad v dětském věku. (Blanka Brůnová byla spoluzakladatelkou České strabologické asociace což byla předchůdkyně České společnosti dětské oftalmologie a strabologie.) Kromě klinické a vědecké činnosti se věnovala i pedagogické práci (výuce budoucích lékařů a postgraduálnímu vzdělávání doktorů). Blanka Brůnová založila (v rámci 2. lékařské fakulty v Motole) bakalářské studium optiky a optometrie. Když bylo toto bakalářské studium v roce 2003 ukončeno, přesunula studium tohoto oboru na Fakultu biomedicínského inženýrství ČVUT do Kladna (vznikla v roce 2005).
V roce 1979 stála (a to i díky svému zájmu o dětskou oftalmologii) u založení tehdy Dětské oční kliniky Fakulty dětského lékařství UK v Praze. (Tady také v roce 1981 habilitovala.) Systematicky se věnovala dětské oftalmologii. Funkci přednostky oční kliniky pro děti a dospělé 2. Lékařské fakulty Univerzity Karlovy (LF UK) a pražské Fakultní nemocnice (FN) Motol vykonávala v letech 1986 až 1998, v roce 1990 se stala profesorkou očního lékařství, v roce 2021 (ve svých 90 letech) ještě vyučovala na Fakultě biomedicínského inženýrství Českého vysokého učení technického (ČVUT) v Praze oftalmologii (a strabologii) a také sporadicky docházela do ambulance Střediska aplikace kontaktních čoček v Mostecké ulici (toto středisko zakládala v roce 1965). V roce 2022 byla jmenována emeritní profesorkou Fakulty biomedicínského inženýrství ČVUT a její odkaz žije dál prostřednictvím množství studentů a kolegů, jimž předávala svoje odborné zkušenosti. Emeritní profesorka MUDr. Blanka Brůnová, DrSc. zemřela 5. listopadu 2024.

## Publikační činnost (výběr, chronologicky)
- Brůnová, Blanka. Gelové kontaktní čočky a jejich aplikace u dětí. Praha: Univerzita Karlova, 1974; 81 listů.
- Brůnová, Blanka. Korekce anizometropie. Praha: [s.n.], 1988; 186 stran.
- Filouš, Aleš (* 26. září 1953) + Brůnová, Blanka. Diabetická retinopatie u dětí a mladistvých. Praha: [s.n.], 1992; 106 stran.
- Brůnová, Blanka. Komplexní péče o dětské glaukomy. Praha: Iga MZ ČR, 1995; 27 listů; Závěrečná zpráva o řešení grantu Interní grantové agentury MZ ČR.
- Hložánek, Martin (* 1974) + Brůnová, Blanka. Přístrojová technika v oftalmologii. 1. vydání Praha: Univerzita Karlova, 2. lékařská fakulta, 2006; 28 stran; ISBN 80-902160-9-9.